# Roch Moïse Samuel Mignault
Roch Moïse Samuel Mignault (5 février 1837-26 mars 1913) est un médecin et homme politique fédéral du Québec.

## Biographie
Né à Montréal, il étudia au Collège de L'Assomption. Il entame sa carrière politique en devenant maire de la municipalité de Yamaska où il servit également comme juge de paix.
Tentant d'être élu député du Parti libéral du Canada dans la circonscription fédérale de Yamaska en 1872 et en 1887, il fut respectivement défait par les conservateurs Joseph Duguay et Fabien Vanasse. Élu en 1891, il fut réélu en 1896 et en 1900. Il ne se représente pas en 1904.